# Еталон змішаного ялицево-буково-смерекового насадження (Бистрицьке лісництво, кв. 21, вид. 4)
Еталон змішаного ялицево-буково-смерекового насадження — ботанічна пам'ятка природи місцевого значення. Об'єкт розташований на території Надвінянського району Івано-Франківської області, Бистрицьке лісництво, квартал 21, виділ 4.
Площа — 7,5000 га, статус отриманий у 1993 році.